# Aleksander Medyński
Aleksander Medyński (ur. 30 kwietnia 1880 w Dobromilu, zm. 1940) – polski nauczyciel, historyk, dziennikarz.

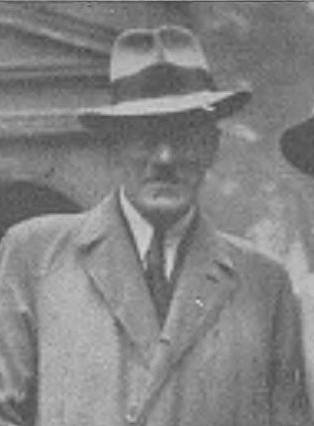
Aleksander Medyński (1938)

## Życiorys
Aleksander Medyński urodził się 30 kwietnia 1880 w Dobromilu. Był wyznania rzymskokatolickiego. W 1891 ukończył I klasę w C. K. Gimnazjum w Drohobyczu. Potem kształcił się w C. K. Gimnazjum w Złoczowie, gdzie w 1895 ukończył V klasę, a w 1898 ukończył VIII klasę i zdał egzamin dojrzałości. Studiował na Wydziale Filozoficznym Uniwersytetu Lwowskiego. Specjalizował się w historii oraz w geografii. 16 listopada 1901 został wybrany bibliotekarzem wydziału Akademickiego Kółka Historycznego we Lwowie.
Został nauczycielem przedmiotów głównych historii i geografii. Jako kandydat stanu nauczycielskiego 30 sierpnia 1902 został mianowany zastępcą nauczyciela w C. K. Gimnazjum im. Franciszka Józefa we Lwowie, gdzie podjął pracę 2 września 1902. Uczył tam historii, geografii, języka polskiego oraz historii kraju rodzinnego. Egzamin nauczycielski złożył 3 czerwca 1903. 24 sierpnia 1903 został przeniesiony do C. K. I Gimnazjum w Tarnopolu. 9 września 1903 został mianowany nauczycielem rzeczywistym. W tarnopolskim gimnazjum uczył języka polskiego, geografii, historii powszechnej, języka niemieckiego oraz jako przedmiotu nadobowiązkowego historii kraju rodzinnego (wzgl. dziejów ojczystych), był też zawiadowcą biblioteki nauczycielskiej. Został zatwierdzony w zawodzie nauczycielskim i otrzymał tytuł c. k. profesora od 1 lipca 1906. 5 maja 1906 został mianowany pomocnikiem kancelaryjnym dyrektora, Maurycego Maciszewskiego, na okres dwóch lat od 1 maja 1906 do 30 kwietnia 1908, potem pełnił tę funkcję nadal, 5 października 1910 ponownie mianowany na dwa lata. W zakresie wychowania fizycznego gimnazjalistów prowadził wycieczki krajoznawcze oraz przewodniczył klubowi sportowemu „Kresy”, w którym ćwiczono lekkoatletykę, a 90 zawodników trenowało piłkę nożną, zaś pierwsza drużyna rozgrywała mecze z zespołami z innych miast. Kierował też drużyną kolarską. Był delegowany z zakładu do komisji skautowej w Tarnopolu. Był kuratorem kółka historycznego dla klas wyższych. Na Podolu przed 1914 był działaczem akcji Towarzystwa Szkoły Ludowej.
17 sierpnia 1913 został przeniesiony z C. K. I Gimnazjum w Tarnopolu do filii C. K. IV Gimnazjum we Lwowie. W sierpniu 1913 otrzymał VIII rangę w zawodzie. W filii IV Gimnazjum uczył historii, geografii, był kuratorem czytelni uczniowskiej i kółka historycznego. Jednocześnie był profesorem seminarium nauczycielskiego przy Zakładach Naukowych Żeńskich Zofii Strzałkowskiej we Lwowie, gdzie uczył geografii i historii, był opiekunem kółek historycznych. W Zakładach przewodził wycieczkom, w tym przebywał wraz z podopiecznymi na wycieczce we Włoszech w dniach od 2 do 25 kwietnia 1914 odbytej z uczennicami. Podczas I wojny światowej w roku szkolnym 1914/1915 został przydzielony z filii IV Gimnazjum do C. K. Wyższej Szkoły Realnej w Żywcu. W kolejnych latach wojny nadal pozostawał formalnie profesorem samodzielnej filii C. K. IV Gimnazjum. 21 lipca 1918 został przydzielony do C. K. VI Gimnazjum we Lwowie. W tej szkole uczył języka polskiego, historii, geografii.
Po odzyskaniu przez Polskę niepodległości i nastaniu II Rzeczypospolitej 23 października 1920 został mianowany członkiem komisji egzaminacyjnej dla nauczycieli szkół wydziałowych z językiem wykładowym polski, ruskim i niemieckim we Lwowie. W latach 20. pozostawał profesorem filii IV Gimnazjum we Lwowie, przemianowanej na IX Państwowe Gimnazjum im. Jana Kochanowskiego. Jednocześnie był przydzielony do Zakładu Naukowego Żeńskiego im. Zofii Strzałkowskiej we Lwowie, gdzie uczył historii, geografii w gimnazjum Żeńskim oraz historii, geografii, nauki o Polsce współczesnej w Seminarium Nauczycielskim Żeńskim. Finalnie został urlopowany z posady profesora w IX Gimnazjum celem objęcia stanowiska dyrektora, które sprawował od roku szkolnego 1923/1924 do roku szkolnego 1926/1927. W zakładach od 1913 kierował kółkiem krajoznawczym, organizując wycieczki. Ponadto w otwartych w Zakładach Naukowych od 1 października 1926 Seminarium Ochroniarsko-Gospodarczego uczył nauki o Polsce współczesnej, prawach i obowiązkach obywatelskich. W 1926 w Gimnazjum Zofii Strzałkowskiej zdała egzamin dojrzałości Stanisława Medyńska (ur. 1905 we Lwowie).
Na przełomie lat 20./30. nadal uczył historii i geografii w IX Gimnazjum. Był kuratorem kółka historycznego, opiekunem orkiestry, jednym z kierowników wycieczek naukowych
We wrześniu 1929 przebywał z uczniami na Powszechnej Wystawie Krajowej w Poznaniu. Z posady profesora IX Gimnazjum w pierwszym kwartale 1934 został przeniesiony w stan spoczynku.
Publikował prace historyczne. Uchodził za badacza dziejów Lwowa, w 1936 wydał oczekiwany lokalnie przewodnik po mieście. Był także krajoznawcą. Używał pseudonimów „M.”  i „A.M.”. Jeszcze przed 1914 został dziennikarzem, założył pismo „Głos Polski” w Tarnopolu. W II RP równolegle ze swoją pracą zawodową udzielał się jako dziennikarz, publicysta literat. Był jednym z założycieli Zrzeszenia Dziennikarzy Polskich Ziem Południowo-Wschodnich we Lwowie. Publikował na łamach „Gazety Lwowskiej”, „Słowa Polskiego”, „Kurjera Lwowskiego” (1930-1934), „Dziennika Polskiego” – organie Związku Młodych Narodowców (od 1935). Jesienią 1938 był korespondentem tego ostatniego czasopisma oraz dla kilku innych (m.in. „Wschód”), relacjonując wydarzenień na Zaolziu. Należał do Syndykatu Dziennikarzy Polskich we Lwowie. 16 maja 1925 został ponownie wybrany członkiem wydziału Towarzystwa Dziennikarzy Polskich we Lwowie. Był jednym z inicjatorów stworzenia i współzałożycielem Towarzystwa Ligi Polsko-Jugosłowiańskiej we Lwowie pod koniec 1922, został członkiem wybranego 23 czerwca 1923 komitetu Ligi Polsko-Jugosłowiańskiej, której działalność propagował.
Po wybuchu II wojny światowej i nastaniu okupacji sowieckiej został aresztowany jesienią 1939 przez NKWD, a w 1940 poniósł śmierć w więzieniu sowieckim.

## Publikacje
- Ludność polska powiatu tarnopolskiego pod względem oświatowym i kulturalnym w latach 1900–1910 (w: „Przewodnik Oświatowy” nr 11 i 12 z 1910)[76]
- Powiat tarnopolski pod względem oświatowym i kulturalnym (1911)
  - Powiat tarnopolski pod względem oświatowym i kulturalnym. Cz. 1 (1911; także w: Sprawozdanie Dyrekcyi C. K. Wyższego Gimnazyum I. z językiem wykładowym polskim w Tarnopolu za rok szkolny 1910)[76]
  - Powiat tarnopolski pod względem oświatowym i kulturalnym. Cz. II (1911; także w: Sprawozdanie Dyrekcyi C. K. Wyższego Gimnazyum I. z językiem wykładowym polskim w Tarnopolu za rok szkolny 1911)[77][76]
- Tarnopolskie Koło TSL (1902–1912) (w: „Przewodnik Oświatowy” nr 3, 6, 7/8 z 1912)[78]
- Ze wspomnień powstańca (1912)
- Z naukowej wycieczki do Włoch (1914; w: Sprawozdanie Zakładów Naukowych Żeńskich Zofii Strzałkowskiej we Lwowie za rok szkolny 1913/14)[79]
- Społem i zgodą. Karta z powstania styczniowego (1913, współautor: Jan Napomucen Rajski)[80]
- Karol Kalita: Ze wspomnień krwawych walk (1913, opracowanie)[81]
- W półwiekową rocznicę : powstańcom i organizatorom Tarnopolszczyzny w hołdzie (1913)
- Konrad Korwin Piotrowski kapitan z oddziału Dyonizego Czachowskiego (1913)
- Podolanie w powstaniu styczniowym (1913)
- Z teki żałobnej. Dr. Maurycy Maciszewski (w: Muzeum Z. 5 z 1917)[82]
- Rozwadowscy w Powstaniu Styczniowem (1919)
- U mogił czuwa straż!.. Jednodniówka (25 VI 1922; redaktor)
- Zofia Strzałkowska (1926; w: Sprawozdanie Zakładu Naukowego Żeńskiego z prawem publiczności im. Zofii Strzałkowskiej za rok szkolny 1925/6)[83]
- Kolonia wakacyjna w Ciśnie (1927; w: Sprawozdanie Zakładu Naukowego Żeńskiego z prawem publiczności im. Zofii Strzałkowskiej za rok szkolny 1926/7)[84]
- Ks. arcybiskup dr. Bolesław Twardowski 1886-1936 (1936)
- Lwów opiekunem sybiraków (1936)
- Lwów. Przewodnik dla zwiedzających miasto (1936)
- Lwów. Ilustrowany przewodnik dla zwiedzających miasto (1937)
- Ilustrowany przewodnik po Cmentarzu Łyczakowskim (1937)
- Lwów. Ilustrowany przewodnik dla zwiedzających (1938)
- Kościół Matki Boskiej Ostrobramskiej na Łyczakowie (1938)
- Brzuchowice. Podmiejska wieś letniskowa i ośrodek sportów zimowych (1938)

## Odznaczenia
- Złoty Krzyż Zasługi (1938)[32]
- Krzyż Jubileuszowy dla Cywilnych Funkcjonariuszów Państwowych – Austro-Węgry (przed 1915)[41]
- Order Świętego Sawy – Królestwo Jugosławii (przed 1918)[68]